# سیارک ۹۸۶۳
سیارک ۹۸۶۳ (به انگلیسی: 9863 Reichardt، نامگذاری:1991RJ7) نه هزار و هشتصد و شصت و سومین سیارک کشف شده‌است که در ۱۳ سپتامبر ۱۹۹۱ کشف شد.
قدر مطلق سیارک برابر ۱۳٫۹۰ است.